# Scarus persicus
Scarus persicus es una especie de peces de la familia Scaridae en el orden de los Perciformes.

## Morfología
Los machos pueden llegar alcanzar los 50 cm de longitud total y los  1.500 g de peso.

## Distribución geográfica
Se encuentra desde el golfo Pérsico hasta el sur de Omán.